# Irans præsidentvalg 2017
Irans præsidentvalg  2017 blev udskrevet af Vogternes Råd  i sommeren 2016 til afholdelse 19. maj 2017. Valget blev vundet af den siddende præsident Hassan Rohani, der fik 57% af stemmerne, svarende til ca. 22,8 mio. stemmer En af Rohanis modstandere var Ebrahim Raisi, der fik 15,5 mio. stemmer. Han vurderes til på et tidspunkt at blive Irans religiøse leder.
Af Irans 55 mio. stemmeberettigede valgte flere end 40 mio. iranere at deltage i valget, hvilket giver en valgdeltagelse på ca. 70%.. Alle personer over  18 år og med iransk pas havde stemmeret.

## Kandidater
Valget havde deltagelse af fire kandidater (af oprindeligt seks kandidater, der alle var mænd, de to sidste havde trukket sig), som Vogternes Råd (der kan nedlægge veto mod kandidater) havde tilladt at deltage blandt flere end 1.600 personer - dem de betragtede som "kvalificerede". Blandt dem, som Vogternes Råd ikke tillod at stille op, var den tidligere præsident Mahmoud Ahmadinejad. Embedsperioden er på fire år. Kvinder kan også stille op, hvilket 100 forsøgte, men ingen af dem fik lov til at deltage af Vogternes Råd.
- Hassan Rohani, siddende præsident siden valget i 2013.[4]
- Ebrahim Raisi [4]
- Mostafa Hashemitaba, tidligere vicepræsident.[4]
- Mostafa Mirsalim, tidligere kulturminister.[4]